# 鎌田英樹
鎌田 英樹（かまた ひでき、1953年（昭和28年）12月11日 - ）は、日本の実業家。IBC岩手放送代表取締役会長。

## 略歴
- 1978年4月 岩手放送（現・IBC岩手放送）入社[1][2]。
- 2005年8月 テレビ編成局長[1][2]。
- 2008年6月 取締役東京支社長[1][2]。
- 2010年6月 常務取締役東京支社長[1][2]。
- 2010年8月 常務取締役管理本部長[1][2]。
- 2011年6月 代表取締役社長[1][2]。
- 2013年8月 代表取締役社長管理本部長[1][2]。
- 2014年6月 代表取締役社長[1][2]。
- 2022年6月 代表取締役会長[1][2][3]。

## 同期入社
- 照井健
- 加藤久智
- 成島信夫